# Reunion Tour
Reunion Tour är The Weakerthans fjärde studioalbum, utgivet 2007 på skivbolagen Anti- och Burning Heart Records.

## Låtlista
1. "Civil Twilight" – 3:17
2. "Hymn of the Medical Oddity" – 3:08
3. "Relative Surplus Value" – 2:37
4. "Tournament of Hearts" – 3:34
5. "Virtute the Cat Explains Her Departure" – 4:08
6. "Elegy for Gump Worsley" – 2:43
7. "Sun in an Empty Room" – 4:00
8. "Night Windows" – 4:35
9. "Bigfoot!" – 2:23
10. "Reunion Tour"  – 2:07
11. "Utilities" – 4:34

### Fotnoter
1. ↑  ”Reunion Tour”. Discogs.com. http://www.discogs.com/Weakerthans-Reunion-Tour/master/104979. Läst 30 april 2012.